# Uozu
Uozu (japanska: 魚津市?, Uozu-shi) är en stad i Toyama prefektur i Japan, och sträcker sig från Toyamabukten i det Japanska havet till de höga bergen i sydost. Staden fick stadsrättigheter 1952.

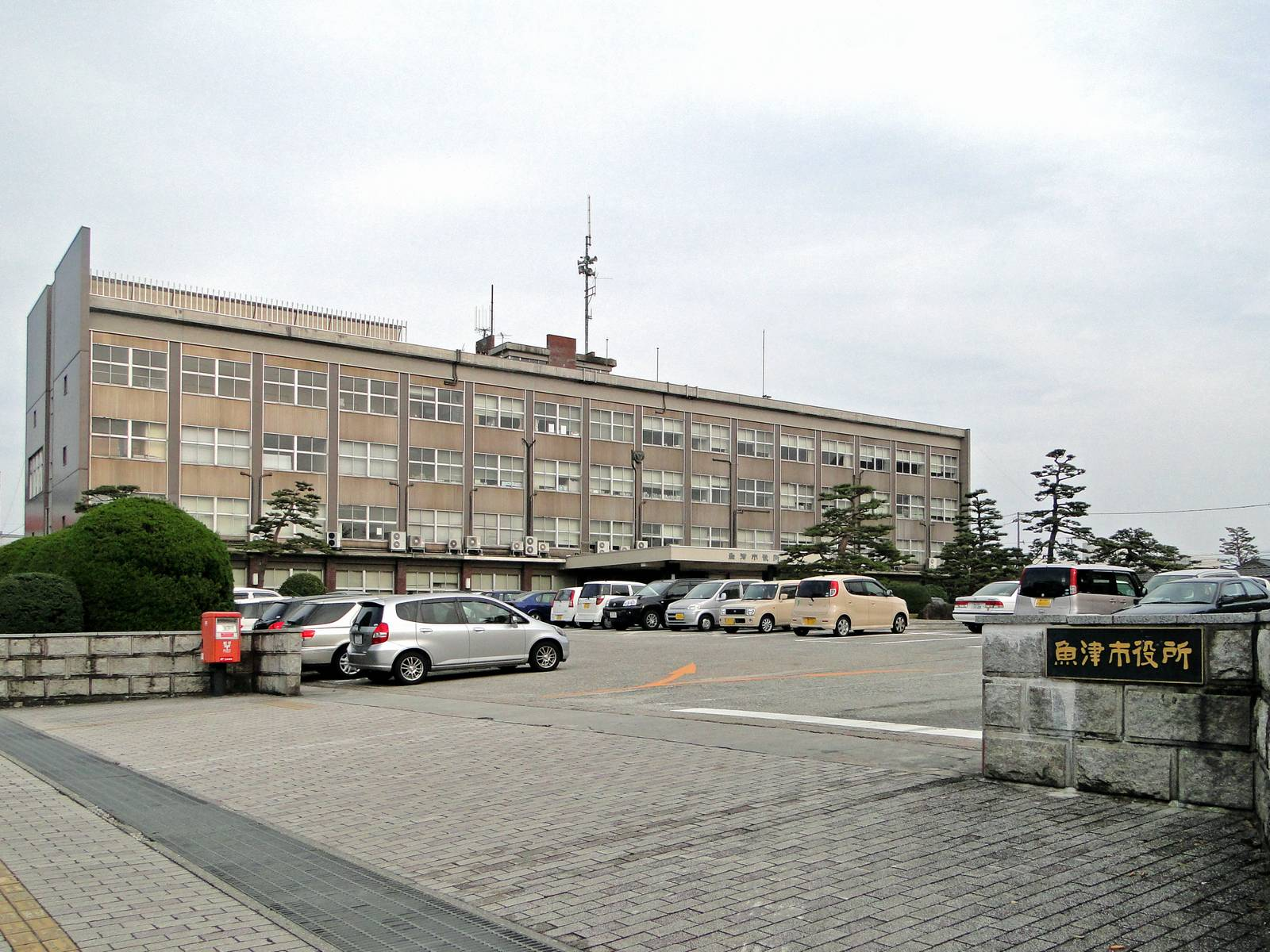
Stadshuset i Uozu